# 豚汁

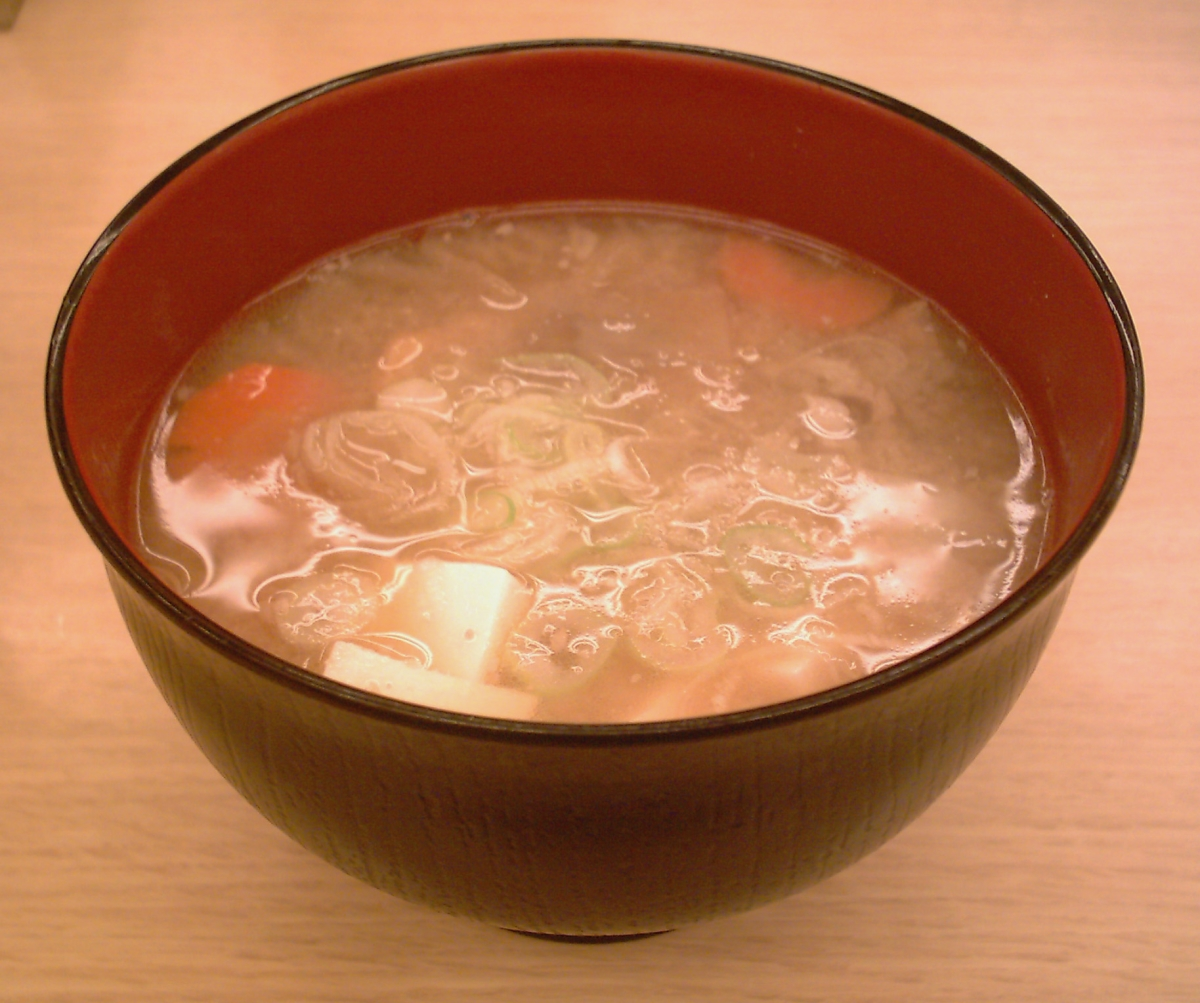
豚汁

豚汁（日语：或），是日本的一道家常菜餚，主要材料為豬肉、味噌及一些蔬菜，簡單地說就是加入很多豬肉和蔬菜的味噌湯，但還是和味噌湯有所區別。